# Баїшевська астана
Баїшевська астана (астана Хакім-ата, мавзолей шейха Хакіма, Бакирган авил) — одне з мусульманських священних поховань (астана), які є предметом культу серед сибірських татар. Розташована на околиці села Баїшевська (Баїшево) Фатієвського сільського поселення Вагайського району Тюменської області, на правому березі Іртиша.
Головна релігійна святиня мусульман Сибіру. За певних умов відвідування Астани прирівнюють до здійснення хаджу до Мекки[⇨].

## Опис
До 1940-х років астана являла собою напівзруйнований 6-кутний зруб (шестерик). 1954 року зруб замінили на новий. Близько 1990 року встановили наявну нині надмогильну споруду.
Сьогодні являє собою 6-кутний сосновий зруб, довжина грані зрубу 6 м, висота зрубу-1,2 м. Простір усередині зрубу заріс дрібним чагарником і травою. За 1 м від південно-східного боку зрубу встановлена металева паля заввишки близько 2 м з металевим півмісяцем на вершині, пофарбованим у сріблястий колір.
Некрополь оточений дерев'яним парканом з хвірткою, діаметр огорожі близько 15 м. Усередині паркану, з південно-східної сторони зрубу, для відпочинку відвідувачів встановлена невелика дерев'яна лава й стіл із дощок. В межах огорожі пам'ятника дерева відсутні. До мавзолею через ділянку лісу веде розчищена дорога.
Місцеве населення вважає астаною не лише некрополь Хакім-Ати, але й весь цвинтар загалом. Грамота зберігача не збереглася. Астану відвідують безліч паломників з Тюменської, Омської та інших областей Сибіру. За даними Р. Х. Рахімова, Баїшевська астана разом з Іскерською отримала статус об'єкта культурної спадщини федерального значення, проте офіційного підтвердження цієї інформації знайти не вдалося.

## Історія вивчення
Вперше Баїшевська астана потрапила в поле зору науки 1734 року, коли керівник Академічного загону Великої Північної експедиції Г. Ф. Міллер зробив у своїх «Дорожніх описах Сибіру» такий запис:

Baisch-aul, під вищевказаним селом, біля підніжжя східного високого берега, трохи вище від річки Шилеки. Люди живуть тут взимку, а за півтори версти звідси на тій самій стороні вони мають село з тією ж назвою, де живуть влітку. Тут перебувають ясачні та служиві. За півверсти вище від цього села розташована Astuna, де похований татарський святий.

Однак справжній сплеск інтересу до астани серед учених стався після того, як М. Ф. Катанов 1903 року опублікував російський переклад двох татарських рукописів під загальною назвою «Про релігійні війни учнів шейха Багаутдіна проти чужинців Західного Сибіру». Рукописи викладали легенду про виникнення в Західному Сибіру священних поховань, містили список із 30 місць із зазначенням імен похованих шейхів. Станом на 1997 у 17 випадках із 30 інформація повністю підтвердилася. Були виявлені й інші джерела, які відтворюють легенду з деякими варіаціями: «Таріх», «Асли неслі Сала аулининг», «Грамота зберігача Юрумської Астани», «Карагайський рукопис» (Карагайський сувій) .
У 2004 — 2005 роках Баїшевську астану поряд з деякими іншими паспортизував Інститут гуманітарних досліджень Тюменського державного університету (В. Н. Адаєв, І. В. Бєлік, Г. І. Зіннатулліна, Р. Х. Рахімов, А. П. Ярков) на замовлення Комітету з охорони та використання історико-культурної спадщини Тюменської області.

## Атрибуція поховання

### Хакім-Ата
У фігурі похованого в Астані Хакім-Ати вчені розпізнали найпопулярнішого в сибірському ісламі тюркського святого - Сулеймана Бакиргані (1091–1186), який носив це прізвисько . Він був 4-м халіфом (намісником) суфійського таріката Ясавія. Його вважають автором твору «Ахир заман Кітабі», ісламської версії Апокаліпсису.
За переказами, поруч з похованням Хакім-Ати розташовані також могили його родичів та близьких: хуппі-хуча (сина), Амбар-Ана (дружини), Чалялетдін-хуча. У цих іменах вгадуються люди, пов'язані з Сулейманом Бакиргані: його син Хуббі-Ходжа (Султан-Епе), дружина Анбар-Ана, а також середньоазіатський купець Джелал ад-Дін Ходжа, який виявив могилу шейха .
Однак на статус місць поховання всіх перерахованих персонажів претендують й інші території. Право вважатися місцем поховання Сулеймана Бакиргані оскаржують Муйнацький район Узбекистану та мазар Ходжа-Бакирган на річці Ходжа-Бакирган-Сай поблизу Худжанда в Таджикистані. Як некрополь Султана-Епе відомий комплекс за 30 км від села Таушік Тупкараганський район Мангістауської області Казахстану. Мавзолей Анбар-Ана розташований на південний захід від мавзолею її другого чоловіка Занг-Ати під Ташкентом. За твердженням Г. П. Снєсарєва, пов'язаних з іменами Хуббі-Ходжі та Анбар-Ана меморіальних місць взагалі багато уздовж Амудар'ї. Могилу Джелал ад-Діна Ходжі «Хакім-Ата Китаби» поміщає в узбецький Акташ.
У зв'язку з цими обставинами тюменський історик А. П. Ярков вважає Астану псевдопохованням Бакиргані.

### Єрмак
Оскільки твердження про те, що в Астані похований Сулейман Бакиргані, оскаржене, то виникають інші кандидатури. Зокрема, Кунгурський літопис (ст. 112–113) повідомляє про місце поховання отамана Єрмака (пом. 1585).
Разом з тим в гирлі Вагая (де загинув Єрмак) ніколи не було села Башлево, священний татарський гай в цих місцях один — на околиці села Баїшевське. Омський історик Дмитро Фіалков на підставі вивчення першотвору «Хорографічної креслярської книги Сибіру» Семена Ремезова встановив, що, згідно з Ремезовським літописом, тіло Єрмака «поховане вище цвинтаря Бекішевського на горі на мисі під великою сосною поблизу юрт Баїшевих».
Експедиція 1981 року «Слідами Єрмака», організована спільно Уральським державним університетом, Нижньотагільським педагогічним інститутом і Тагільським краєзнавчим музеєм, обстежила як Баїшевське, так і Бегішевське цвинтарі. Слідів курганного насипу на жодному з них не виявлено, місцеві жителі про місцеперебування могили Єрмака не інформовані. Таким чином, крім літописних вказівок, інших підтверджень знаходження в Баїшево поховання знаменитого отамана не існує.
Проте Астану відвідують не лише мусульмани, але й православні, підозрюючи, що тут як татарський святий спочиває Єрмак, похований за мусульманським звичаєм.

## Шанування

### Хадж
Рукописи «Про релігійні війни учнів шейха Багаутдіна проти чужинців Західного Сибіру» і «Карагайський сувій» про цю обставину не згадують, але «Грамота зберігача Юрумської Астани» говорить:

У Баїші могила Хакім шейха газіза. Меккінські мужавіри казали, хто відвідає могилу Хакім хазрата, той отримає повагу паломника до Мекки.

У будь-якому разі вчені неодноразово чули про цей факт від різних інформаторів. Трапляються лише різночитання про необхідне число відвідувань Астани, яке прирівнюється до хаджу. Найчастіше згадуються 7 відвідувань, однак деякі інформатори називали й одноразове відвідування. А. П. Ярков пов'язує виникнення звичаю з дальністю відстаней від Сибіру до Мекки; завдяки подібним адаптаціям канонів ісламу до місцевої специфіки ця релігія змогла вкоренитися тут на багато століть.

### Надприродні властивості
За відомостями Р. Х. Рахімова, Баїшевській Астані приписують здатність виліковувати очні хвороби, захворювання нервової системи й психічні розлади.